# Monika Oražem

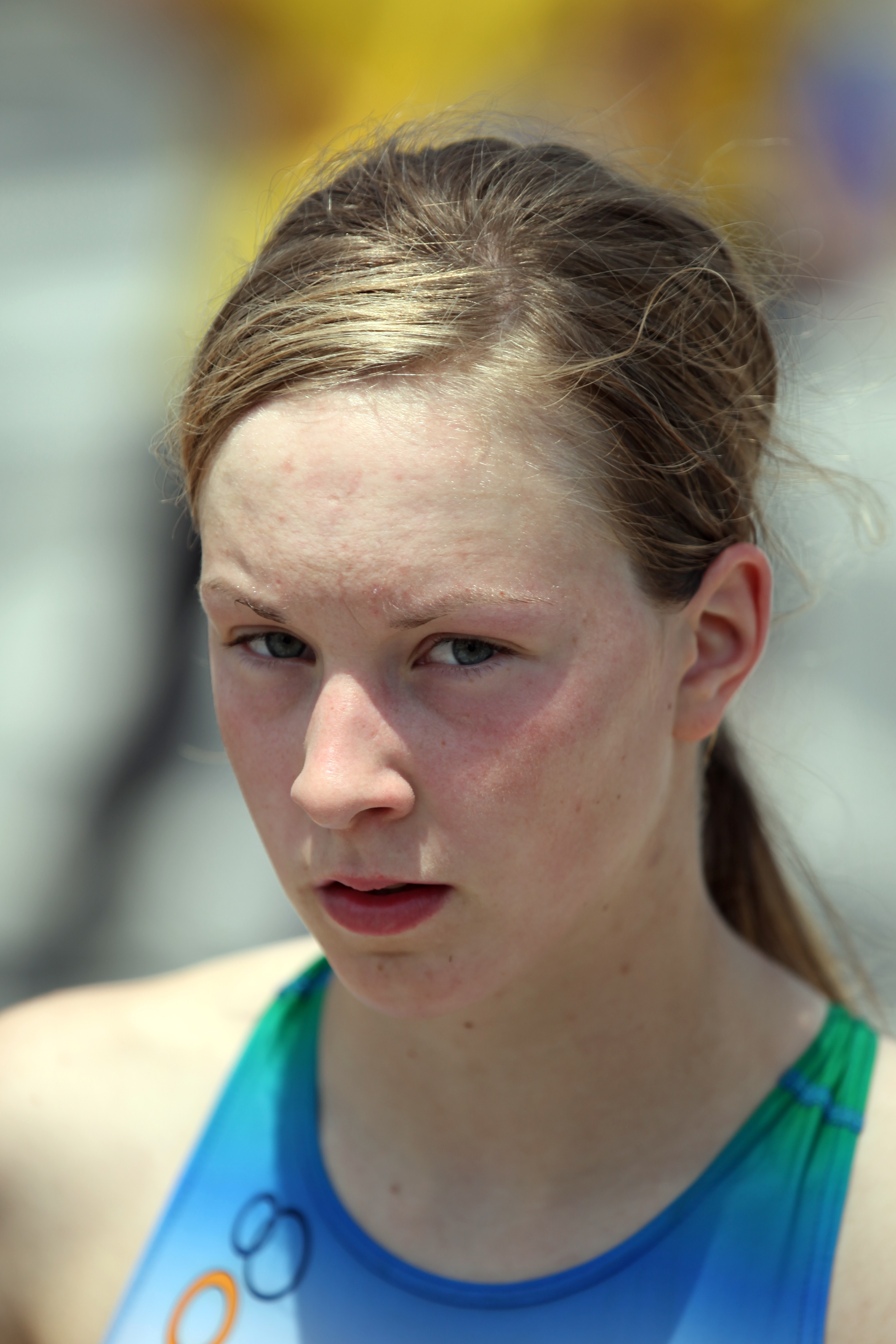
Monika Oražem bei der Europameisterschaft in Pontevedra, 2011

Monika Oražem (* 9. Mai 1993 in Laibach) ist eine slowenische Profi-Triathletin, Sprint-Staatsmeisterin des Jahres 2009 und Sprint-Duathlon-Staatsmeisterin 2010.

## Werdegang
Monika Oražem stieg 2004 mit elf Jahren in den Triathlon ein und seit 2007 nimmt sie regelmäßig an ITU-Wettkämpfen teil.
Monika Oražem nimmt auch an der französischen Clubmeisterschafts-Serie Lyonnaise des Eaux teil und geht für SAS (Saint Avertin Sports) Tri 37 an den Start.
Beim Eröffnungsbewerb der Saison 2011 in Nizza (24. April 2011) wurde Oražem 10., in Paris (9. Juli 2011) 24. − damit war sie jeweils beste Triathletin ihres Clubs. Demgemäß wurde sie beim experimentellen Staffel-Triathlon der Clubmeisterschaftsserie in Tours (28. August 2011) als Solo-Schluss-Läuferin auserkoren, konnte dieses Mal jedoch nicht die Club-Platzierung verbessern.
In Slowenien vertritt Oražem Triatlon klub Inles Riko Ribnica.

## Sportliche Erfolge

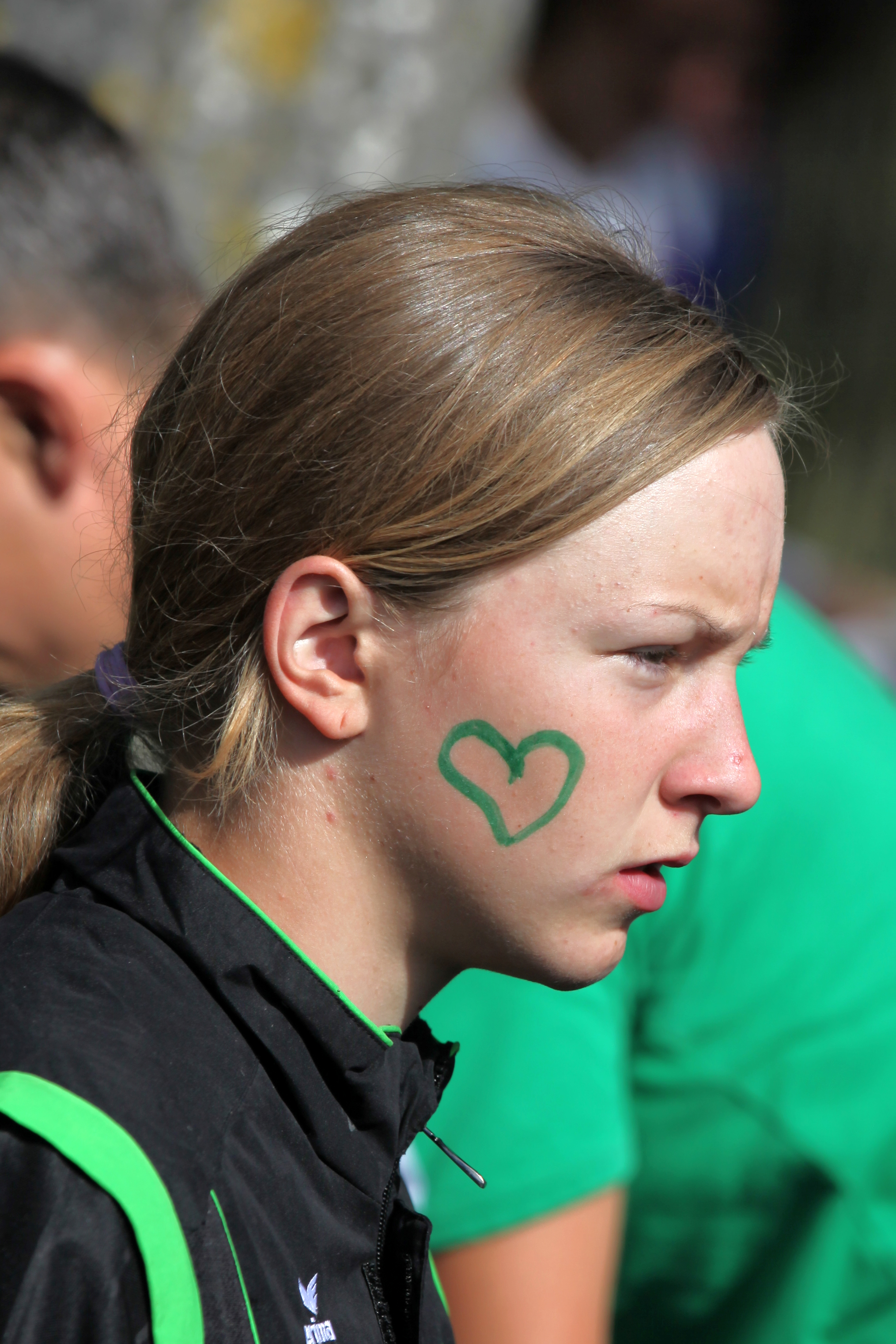
Monika Oražem beim Grand Prix de Triathlon in Tours, 2011

| Datum/Jahr   | Rang | Wettbewerb                                                  | Austragungsort | Zeit | Bemerkung                              |
| ------------ | ---- | ----------------------------------------------------------- | -------------- | ---- | -------------------------------------- |
| 2. Juli 2009 | 15   | ETU European Triathlon Short Distance Juniors Championships | Rijssen-Holten |      | Triathlon-Junioren-Europameisterschaft |

| Datum/Jahr    | Rang | Wettbewerb                                  | Austragungsort | Zeit | Bemerkung                                                                                        |
| ------------- | ---- | ------------------------------------------- | -------------- | ---- | ------------------------------------------------------------------------------------------------ |
| 17. Apr. 2011 | 5    | ETU European Duathlon Juniors Championships | Limerick       |      |                                                                                                  |
| 30. Apr. 2010 | 9    | ETU European Duathlon Championship          | Nancy          |      | Europameisterschaft auf der Duathlon-Kurzdistanz (10 km Laufen, 40 km Radfahren und 5 km Laufen) |
| 23. Mai 2009  | 4    | ETU European Duathlon Juniors Championships | Budapest       |      |                                                                                                  |
| 27. Sep. 2008 | 9    | ITU Duathlon Juniors World Championships    | Rimini         |      | Junioren-Duathlon-Weltmeisterschaft                                                              |

(DNF – Did Not Finish)

### ITU-Wettkämpfe
In den vier Jahren von 2007 bis 2010 nahm Oražem an 20 ITU-Bewerben teil und konnte dabei 17 Top-Ten-Platzierungen erzielen.
2011 vertrat Oražem ihr Land auch bereits zwei Mal in der Elite-Kategorie: bei der Sprint-WM in Lausanne (Einzel- und Staffelbewerb).
Die folgende Aufstellung beruht auf den offiziellen ITU-Ranglisten und der Athletes’s Profile Page.
Wo nicht eigens vermerkt, handelt es sich im Folgenden um Triathlon-Bewerbe (olympische Distanz) und um die Elite-Kategorie.
| Datum         | Wettkampf                                                                        | Ort          | Rang |
| ------------- | -------------------------------------------------------------------------------- | ------------ | ---- |
| 12. Aug. 2007 | Junioren-Europacup                                                               | Tiszaújváros | 8    |
| 8. Sep. 2007  | Junioren-Europacup                                                               | Bled         | 2    |
| 28. Juni 2008 | Junioren-Europacup                                                               | Holten       | 1    |
| 12. Juli 2008 | Junioren-Europacup                                                               | Tiszaújváros | 3    |
| 7. Sep. 2008  | Staffel-Europameisterschaft (Jugend)                                             | Pulpí        | 4    |
| 13. Sep. 2008 | Junioren-Europacup                                                               | Bled         | DNF  |
| 6. Juni 2009  | Junioren-Europacup                                                               | Wien         | 7    |
| 8. Aug. 2009  | Junioren-Europacup                                                               | Tiszaújváros | 5    |
| 5. Sep. 2009  | Junioren-Europacup                                                               | Bled         | 5    |
| 26. Sep. 2009 | Europa-Qualifikation: Olympische Jugendspiele                                    | Mar Menor    | 8    |
| 12. Juni 2010 | Junioren-Europacup                                                               | Wien         | 3    |
| 3. Juli 2010  | Europameisterschaft (Junior)                                                     | Athlone      | 4    |
| 1. Aug. 2010  | Junioren-Europacup                                                               | Tabor        | 3    |
| 14. Aug. 2010 | Olympische Jugendspiele                                                          | Singapur     | 10   |
| 4. Sep. 2010  | Junioren-Europacup                                                               | Bled         | 1    |
| 8. Sep. 2010  | Dextro-Energy-Weltmeisterschaftsserie, Großes Finale: Junioren-Weltmeisterschaft | Budapest     | 29   |
| 30. Apr. 2011 | Junioren-Europacup                                                               | Tournai      | 1    |
| 21. Mai 2011  | Junioren-Europacup                                                               | Brünn        | 1    |
| 11. Juni 2011 | Junioren-Europacup                                                               | Wien         | 6    |
| 24. Juni 2011 | Europameisterschaft (Junior)                                                     | Pontevedra   | 6    |
| 31. Juli 2011 | Junioren-Europacup                                                               | Tabor        | 2    |
| 13. Aug. 2011 | Junioren-Europacup                                                               | Tiszaújváros | 9    |
| 13. Aug. 2011 | Junioren-Europacup: Semifinale 1                                                 | Tiszaújváros | 2    |
| 20. Aug. 2011 | Sprint-Weltmeisterschaft                                                         | Lausanne     | 41   |
| 21. Aug. 2011 | Team-Weltmeisterschaft                                                           | Lausanne     | 18   |

DNF = Did Not Finish